# Mariestads gamla lasarett
Mariestads gamla lasarett är en byggnad i kvarteret Katten vid Västerlånggatan 4 i Mariestad. Byggnaden, som uppfördes under 1760-talet, är byggnadsminne sedan den 20 augusti 1981.
Katten 8 ligger strax väster om Mariestads domkyrka i nordvästra delen av kvarteret Katten i gamla stan. Fastigheten omfattar en stor gul träbyggnad i två våningar med långsidan mot Västerlånggatan, en gård belagd med kullersten och på gården närmast gatan ett litet putsat gårdshus av sten.

## Historia
Mariestads länslasarett inrättades 1760 som det tredje i landet. Det är oklart om den nuvarande byggnaden då redan var uppförd eller om den tillkommit senare under 1760-talet. Mellan 1771 och 1792 var vårdverksamheten nedlagd på grund av penningbrist men 1793 öppnades lasarettet på nytt. Byggnaden såldes 1838 till staden och användes fram till 1927 som fattighus och ålderdomshem. Vid en ombyggnad 1928 delades huset upp i lägenheter om 1–2 rum och kök.
På gården finns en putsad och ljusfärgad utbyggnad av tegel med tegeltak. Den är troligen uppförd på 1800-talet samt tillbyggd 1923. Stenhuset användes ursprungligen för förvaring av psykiskt sjuka bakom lås och bom.
Initiativtagare till lasarettet var landshövdingen Adam Otto Lagerberg, men då finansiering av en fond för verksamheten genom kollekt misslyckades, fick han själv bekosta verksamheten. Han kom dock på ekonomiskt obestånd genom misslyckade affärer och avskedades.
Lasarettets standard var inte den bästa och år 1835 dömdes det ut av provinsialläkaren, varefter det flyttades.

## Beskrivning
Den gamla lasarettsbyggnaden är ett timmerhus i två våningar på spritputsad stensockel med tegeltäckt mansardtak med valmade gavelspetsar. Fasaderna är gulmålade med liggande fasspontpanel och delas av vitmålade pilastrar av trä på både lång- och kortsidor samt vid knutarna. Fönstren är nya sedan 1982, kopplade sexdelade tvåluftsfönster med spröjs, målade i engelskt rött med omfattningar i fasadfärgen. Byggnaden har två ingångar från gården med klassicerande omfattningar med fronton i vitt listverk med gult gavelfält och fris med rödbrun meanderslinga, buren av vita träkolonner. Dörrarna utgörs av gula spegeldörrar med rödbruna speglar, de översta glasade.
Uthuset är ett litet slätputsat stenhus i en våning under tegeltäckt sadeltak. Fasaderna är gula med portar och fönster i engelskt rött. Husets långsida vetter mot gatan men har en vinkelbyggnad in mot gården med valmat tak som förmodligen är en tillbyggnad från 1923. Byggnaden har en påfallande klassicistisk framtoning med kraftigt profilerat taklist av vitmålade brädor och nya stora spröjsade tvåluftsfönster med sex rutor. Tillbyggnaden och den ursprungliga delen har varsin skorsten av tegel, den senare förhöjd med ett plåtrör. Långsidan mot gatan och de två gavlarna har ett fönster vardera, den äldre delen har mot gården en enkel brädklädd pardörr/port, med smidda gångjärn, av den typ som är vanliga på uthus. Tillbyggnaden har en äldre dörr klädd med fjällpanel som mer har karaktären av entrédörr. Trappsteg av sten lagda i vinkelhörnet mellan byggnadskropparna leder upp till respektive dörrar.
Av äldre foton att döma fungerade huset efter tillbyggnaden 1923 dels som bostad om ett rum och kök och dels som tvättstuga. Tvättstugan hade gjutet golv och putsade väggar. Köket hade en köksinredning från tjugotalet med skåp och skafferi och sannolikt också vedspis på fundament med vitt kakel likt huvudbyggnadens bostäder. Köket kompletterades senare med diskbänk med underskåp runt mitten av 1900-talet. Lägenhetens rum hade en vit rund kakelugn av tjugotalstyp. Dörr mellan kök och rum var en enklare spegeldörr av halvfransk konstruktion. 1981–1982 renoverades huset till modern bostadsstandard. Nya fönster ersatte de tidigare men ytterdörren bevarades.